# Vittorio Vidotto
Vittorio Vidotto, né à Milan (Lombardie) le 17 mars 1941 et mort le 3 février 2024 à Rome, est un historien italien.

## Biographie
Vittorio Vidotto naît le 17 mars 1941 à Milan. Il est diplômé en lettres modernes de La Sapienza de Rome. Il exerce des activités d'enseignement dans cette même université pendant plusieurs décennies. Il est aussi rédacteur en histoire médiévale et histoire moderne de l'Istituto dell'Enciclopedia Italiana, dont il devient en 1980 responsable d'histoire et de politique contemporaine. 
Vittorio Vidotto est l'un des principaux auteurs d'histoire de la maison d'édition Laterza, et il est également consultant en histoire moderne et contemporaine de l'éditeur Vito Laterza et de son directeur éditorial Enrico Mistretta. À partir de 1988, il publie pour cette maison d'édition de nombreux manuels scolaires et universitaires en collaboration avec Andrea Giardina et Giovanni Sabbatucci.
Il meurt le 3 février 2024 à Rome à l’âge de 82 ans.

## Publications
- Il Partito Comunista Italiano dalle origini al 1946, éd. Cappelli, Bologna, 1975.
- Storia d'Italia (a cura di, con Giovanni Sabbatucci), 6 voll., Roma-Bari, Laterza, 1994-1999.
- Roma contemporanea, Roma-Bari, Laterza, 2001. (prix ANCI-Storia 2002)
- Storia di Roma dall'antichità a oggi, vol. V, Roma capitale (a cura di), Roma-Bari, Laterza, 2002.
- Italiani/e. Dal miracolo economico a oggi, Roma-Bari, Laterza, 2005.
- Guida allo studio della storia contemporanea, Roma-Bari, Laterza, 2006.
- 20 settembre 1870. La breccia di Porta Pia, in I giorni di Roma, Roma-Bari, Laterza, 2007.
- 1978. Il delitto Moro, in Novecento italiano, Roma-Bari, Laterza, 2008.
- Il mondo contemporaneo. Dal 1848 a oggi (con Giovanni Sabbatucci), Roma-Bari, Laterza, 2008.
- Nuovi Profili storici (con Andrea Giardina e Giovanni Sabbatucci), Roma-Bari, Laterza, 2008.
- Storia contemporanea. L'Ottocento (con Giovanni Sabbatucci), Roma-Bari, Laterza, 2009.
- Storia moderna (con Renata Ago) Roma-Bari, Laterza, 2010.
- Atlante del Ventesimo secolo (a cura di), 4 voll., Roma-Bari, Laterza, 2011.
- Storia contemporanea. Il Novecento (con Giovanni Sabbatucci), Roma-Bari, Laterza, 2011.
- Hitler e il nazismo, Roma-Bari, Laterza, 2012.
- I mondi della Storia (con Andrea Giardina e Giovanni Sabbatucci), Roma-Bari, Laterza, 2014.